# 德通蒂 (阿肯色州)
德通蒂（英語：Detonti）是位於美國阿肯色州薩林縣的一個非建制地區。該地的面積和人口皆未知。

## 地理
德通蒂的座標為34°29′50″N 92°30′32″W / 34.49722°N 92.50889°W，而該地的平均海拔高度為108米（即354英尺）。